# Bahnhof Aalborg

Der Bahnhof Aalborg (dänisch Aalborg Banegård) ist ein dänischer Bahnhof und früherer Bahnknotenpunkt in der Großstadt Aalborg, der viertgrößten Stadt Dänemarks. Er liegt im Zentrum von Aalborg am westlichen Rand der Innenstadt.
Der Bahnhof ist der Endbahnhof der Eisenbahnstrecken Randers–Aalborg und Aalborg–Frederikshavn. Er war früher der wichtigste Eisenbahnknotenpunkt Nordjütlands. Der Bahnhof wird vom staatlichen Eisenbahnverkehrsunternehmen DSB und vom regionalen Schienennahverkehrsunternehmen Nordjyske Jernbaner bedient.

## Geschichte

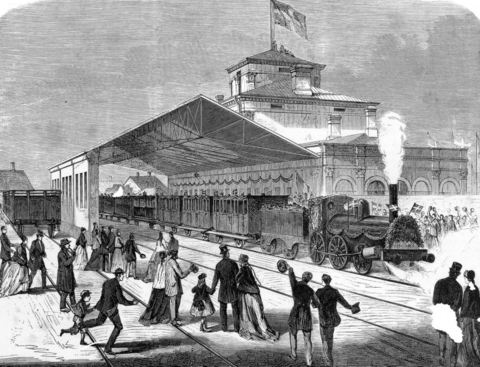
Der Eröffnungszug am 18. September 1869 im Bahnhof Aalborg

Der Bahnhof in Aalborg wurde am 18. September 1869 als nördlicher Endbahnhof der Bahnstrecke Randers–Aalborg von König Christian IX. eingeweiht. Am nächsten Tag begann der Regelbetrieb mit drei Zügen pro Tag in jede Richtung.:6 Ab 1879 bestand eine Verbindung nach Nørresundby über die Eisenbahnbrücke über den Limfjord, die am 8. Januar für den Verkehr freigegeben wurde. Damit wurde der Bahnhof Aalborg der südliche Endbahnhof der Bahnstrecke Aalborg–Frederikshavn, die ursprünglich nur von Frederikshavn nach Nørresundby führte.:15, 20
1897 wurde die Bahnstrecke Nørresundby–Fjerritslev und 1899 die Bahnstrecke Nørresundby–Sæby–Frederikshavn eröffnet. Obwohl beide Abschnitte nördlich des Limfjords lagen, fuhren fast alle Züge vom Bahnhof Aalborg ab.:102–104 1899 wurde die Bahnstrecke Aalborg–Hvalpsund, die von Aalborg durch das westliche Teil der Halbinsel Himmerland über Nibe nach Aars führte, eröffnet (1910 bis Hvalpsund verlängert). Ursprünglich fuhren die Züge der Bahn vom Bahnhof Svenstrup ab. Ab dem 8. Dezember 1902, als der neue Bahnhof von Aalborg eröffnet wurde, fuhren sie bis nach Aalborg.:115–122 1900 wurde der Bahnhof auch Ausgangspunkt für die Bahnstrecke Aalborg–Hadsund, die von Aalborg durch das östliche Himmerland nach Hadsund führte.:128–130
Die Strecke nach Sæby wurde 1968 stillgelegt, die Strecken nach Fjerritslev, Hvalpsund und Hadsund folgten 1969. Der Personenverkehr des Bahnhofs Aalborg wurde nach der Stilllegung der privaten Eisenbahnstrecken ausschließlich von den Danske Statsbaner (DSB) durchgeführt.
2003 wurde der Bahnhof Aalborg eine der Stationen der Aalborg Nærbane, die sieben Bahnhöfe im Gebiet um Aalborg zwischen Nørresundby im Norden und Skørping im Süden bedient. 2017 übernahmen Nordjyske Jernbaner (NJ) die Verantwortung für den Regionalverkehr in der Region Nordjylland von den Danske Statsbaner und dadurch für den regionalen Zugbetrieb des Bahnhofs Aalborg nach Skørping und Frederikshavn.

## Bauwerk und Aufbau

### Architektur

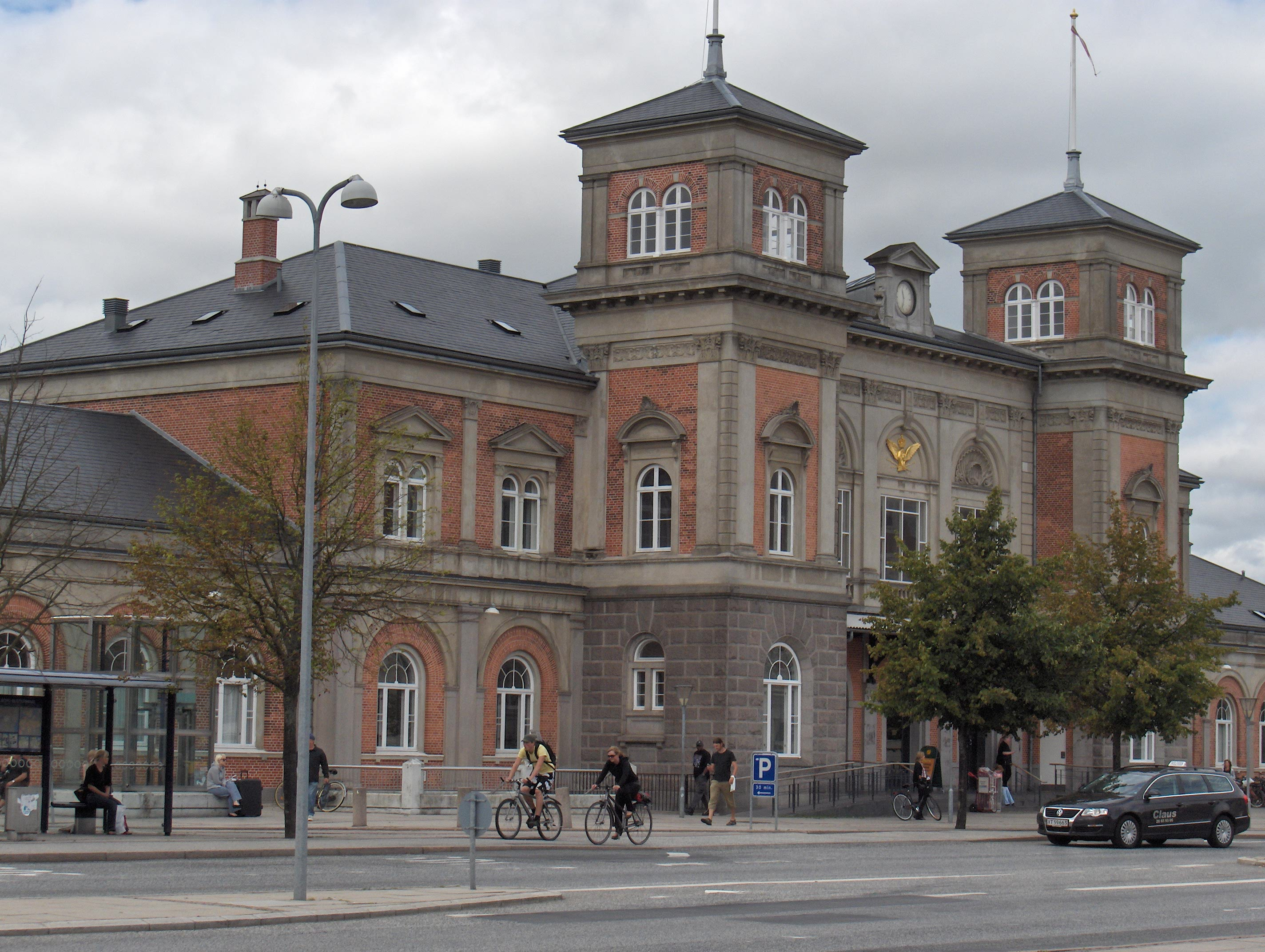
Das Hauptgebäude in 2007.

Das ursprüngliche Hauptgebäude aus der Zeit der Eröffnung in 1869 wurde nach Zeichnungen des Architekten N.P.C. Holsøe errichtet. Das noch bestehende Hauptgebäude wurde 1902 nach Zeichnungen des Architekten Thomas Arboe errichtet. Das Hauptgebäude wurde 1992 unter Denkmalschutz gestellt.